# Colin Mochrie

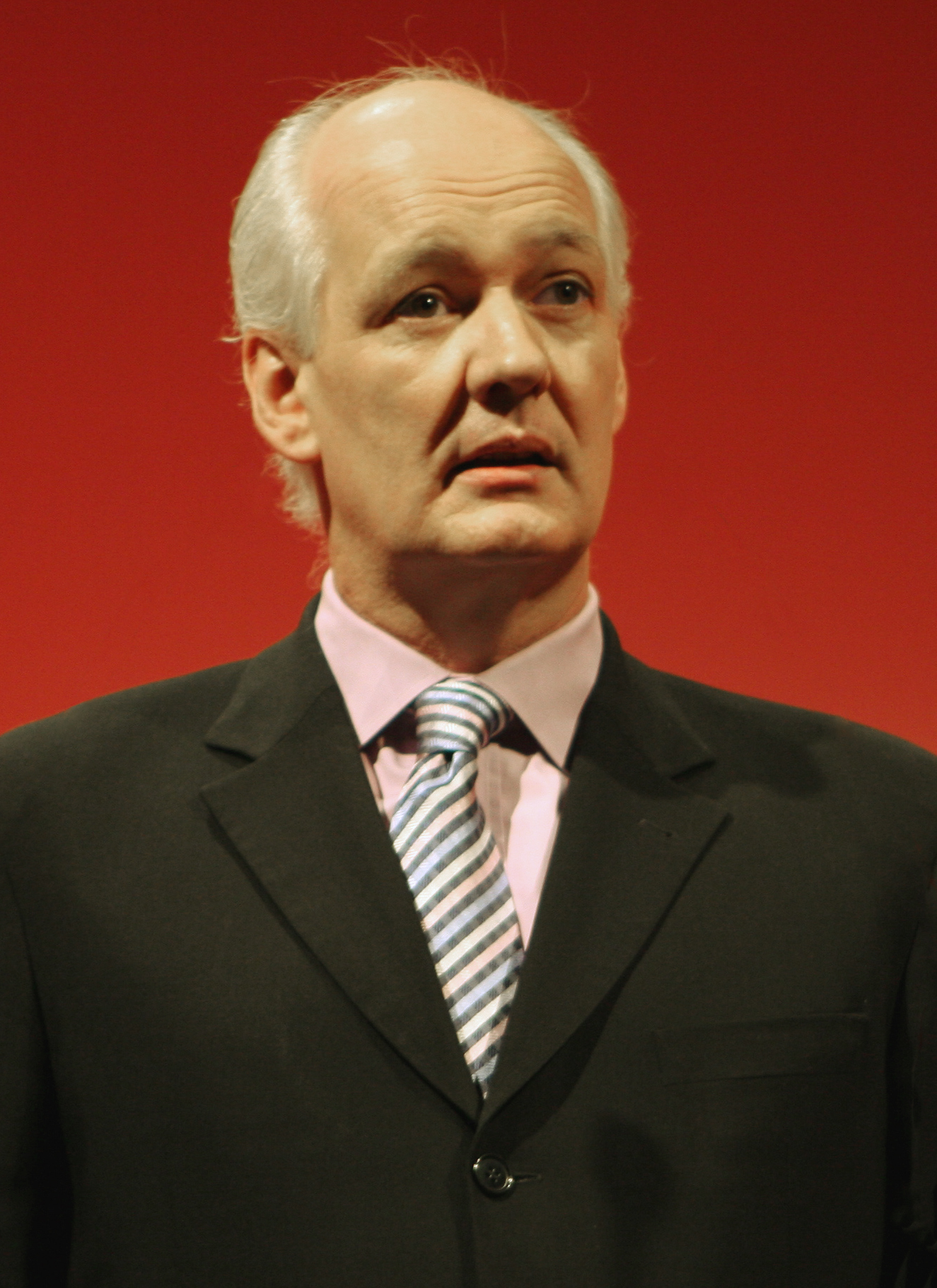
Imagem de Colin Andrew Machrie.

Colin Andrew Mochrie ( /mɒkri/ , nascido 30 de novembro de 1957) é um ator e comediante de improvisação canadense de origem escocesa, famoso por suas aparições nas versões britânica e americana do espetáculo de improvisação Whose Line Is It Anyway? e intepretou o monstro Dois em Os Sete Monstrinhos.